# (7120) Davidgavine
(7120) Davidgavine est un astéroïde de la ceinture principale.

## Description
(7120) Davidgavine est un astéroïde de la ceinture principale. Il fut découvert le 4 janvier 1989 à Siding Spring par Robert H. McNaught. Il présente une orbite caractérisée par un demi-grand axe de 2,86 UA, une excentricité de 0,06 et une inclinaison de 1,2° par rapport à l'écliptique.

## Compléments